# Bob Meusel
Robert William Meusel (19 de julio de 1896 - 28 de noviembre de 1977) fue un beisbolista estadounidense que jugó como jardinero izquierdo y derecho en las Grandes Ligas de Béisbol durante once temporadas desde 1920 hasta 1930, en todas para los New York Yankees excepto en la última. Fue más conocido como miembro de los equipos de campeonato de los Yankees en los años 1920, apodado como "Murderers' Row", durante los cuales el equipo ganó sus primeros seis triunfos en la Liga Americana y los tres primeros títulos de la Serie Mundial.
Meusel, conocido por su fuerte brazo lanzador en el outfield, bateó quinto por detrás de los famosos Babe Ruth y Lou Gehrig. En 1925 igualó a Ruth al llegar a ser el segundo Yankee en liderar la Liga Americana en home runs (33), carreras impulsadas (138) o hits extra base (79). Apodado "Long Bob" a causa de su estatura (1.91 m, 6 pies y 3 pulgadas), Meusel tuvo un porcentaje de bateo de .313 o mejor en siete de sus primeras ocho temporadas,  terminando con un promedio de carrera de .309; sus 1005 carreras durante la década de 1920 le convirtieron en el cuarto mejor jugador, seguido solo por Harry Heilmann con un total de 1131. Meusel terminó su carrera en 1930 con los Cincinnati Reds. Realizó un ciclo tres veces, una hazaña lograda por otro jugador anteriormente y una vez desde entonces.
Su hermano mayor, Irish Meusel, fue una estrella en la Liga Nacional durante el mismo periodo, principalmente para San Francisco Giants, y compartió estadio con los Yankees durante parte de sus carreras. Tuvo un promedio de bateo comparable (.310) pero, al contrario que Bob, tenía un brazo de lanzamiento más débil, lo que le impidió ser un gran outfielder.

## Primeros años
Meusel nació en San José, California, el más joven de los seis hijos de Charlie y Mary Meusel. A una edad temprana se mudó a Los Ángeles. Comenzó su carrera con los Vernon Tigers de la Liga de la Costa del Pacífico en 1917. Se unió a la Armada de los Estados Unidos durante la Primera Guerra Mundial y jugó en el equipo de béisbol de la Armada de Estados Unidos. Volvió a los Tigers para la temporada de 1919, con un promedio de bateo de .330. También jugó como tercera base en los menores.
El 14 de diciembre de 1921 Meusel se casó con Edith Cowan, con quien tuvo una hija.

## Carrera profesional
Meusel fue contratado por los Yankees de Nueva York en 1920. Después de un spring training productivo, Meusel reemplazó a Frank Baker como tercera base. Jugó su primer partido el 14 de abril de 1920. En su temporada de novato, Meusel tuvo un promedio de bateo de .328 con 11 home runs y 83 carreras en 119 juegos.
En la temporada de 1921, Meusel participó en 149 de 154 partidos, principalmente jugando como right-field. Bateó con un promedio de .318, terminando segundo en la liga con 24 home runs y tercero en la liga con 136 carreras.
Participó en la victoria contra Minnesota Twins el 7 de mayo. En el segundo partido de un 5 de septiembre, consiguió un récord para outfielders (anteriormente logrado por otros nueve) realizando cuatro asistencias. Fue considerado como uno de los mejores jugadores de la liga. El hermano de Meusel, Irish, fue adquirido por los New York Giants desde Philadelphia Phillies a mitad de temporada, y ayudó a conducir a los Giants al triunfo. Los dos hermanos jugaron el uno contra el otro en la Serie Mundial de 1921 donde los Giants encararon a sus huéspedes (los Yankees jugaron sus partidos locales en el estadio Polo Grounds perteneciente a Giants). Bob Meusel robó la base en el juego 3 de la Serie. Dobló a Babe Ruth por la exitosa carrera del quinto partido, pero los Yankees perdieron los siguientes tres partidos y la Serie (la mejor y última de nueve en la historia de la Serie Mundial). Su promedio de bateo en esos ocho partidos fue de .200.
Al mismo tiempo, Meusel, Bill Piercy y Ruth firmaron para participar en un tour barnstorming. En aquella época, eso suponía una violación de las reglas del béisbol y Meusel y Ruth ya habían sido advertidos acerca de ese tour. Como castigo, el comisionado de béisbol Kenesaw Mountain Landis les suspendió durante las 5 primeras semanas de la temporada de 1922 y fueron multados con 3362$ cada uno. Esa temporada Meusel sólo jugó en 121 partidos, bateando un promedio de .319 con 16 home runs y 84 carreras. Ascendió a left-fielder para permitir a Ruth jugar en right-field. Ocasionalmente, Meusel jugó como right-fielder en los partidos de los Yankees lejos de casa para proteger a Ruth del sol, ya que el sol afectaba a la habilidad de Ruth como outfielder. A pesar de que los partidos se perdieron, volvió a liderar la Liga Americana con 24 asistencias. Realizó un ciclo por segunda vez en su carrera en la victoria contra Detroit Tigers el 21 de julio. Los Yankees ganaron por segundo año pero fueron, de nuevo, golpeados por los Giants, esta vez en cinco partidos. Meusel tuvo el mayor promedio de bateos de los Yankees al final de la Serie con .300.
En 1923, Meusel tuvo un promedio de bateo de .313 con 9 home runs y 91 carreras. Los Yankees se movieron a su nuevo estadio. Meusel ayudó a que su equipo liderara su primer título en la Serie Mundial de 1923, en su tercer encuentro consecutivo con los Giants. Meusel tuvo más carreras (ocho) que cualquiera de los jugadores de la Serie. Realizó dos carreras triple en la segunda entrada para ayudar a ganar el cuarto partido en Polo Grounds, ayudó en 5 carreras en el quinto partido y tuvo una oportunidad de dos carreras simples que le dieron a los Yankees el triunfo en el juego 6.
Antes de que empezara la temporada de 1924, el amigo más cercano de Meusel, Tony Boeckel, de Los Bravos de Atlanta, murió cuando el coche en el que iba resbaló en Nueva York. Meusel iba de pasajero en el vehículo pero logró salir ileso. Ese año Meusel realizó un promedio de .320 con 12 home runs y 120 carreras, jugando en 143 partidos. En un partido contra los Tigers el 13 de junio, Meusel estuvo involucrado en una de las más notorias batallas en la historia del béisbol. Con los Yankees ganando 10‐6 en la novena entrada, Ty Cobb, la estrella y mánager de los Tigers, dio al pitcher Bert Cole la señal para golpear a Meusel con una bola. Ruth vio la señal y avisó a Meusel, quien fue golpeado en la espalda por lo que se enfrentó a golpes con Cole. Ambos equipos empezaron a pelear incluidos Cobb y Ruth. Cerca de mil fanes corrieron al campo y la multitud explotó. La policía logró restablecer el orden y arrestó a varios fanes. El árbitro del partido, Billy Evans, puso a Meusel y a Ruth a salvo, fuera del Tiger Stadium. El presidente de la Liga Americana Ban Johnson castigó a Meusel y a Cole con una multa y suspensión de diez días.
Meusel tuvo un año sabático en 1925. Dejó la Liga Americana con 33 home runs, 138 carreras, 156 partidos jugados y 79 golpes extra base. A pesar de esto, terminó en el puesto 18 de la lista de los Jugadores más Valorados, muy lejos del ganador (anterior Yankee) Roger Peckinpaugh de los Washington Senators. Los Yankees tuvieron la peor temporada de la década, terminando en el puesto 17 con un récord de 69–85. En la temporada de 1926, Meusel sólo jugó en 108 partidos, con un promedio de bateo de .315, 12 home runs y 81 carreras. En la Serie del Mundial de 1926 contra St. Louis Cardinals, Meusel lanzó un fly ball en la cuarta entrada del séptimo partido, permitiendo a los Cardinals empatar el partido 1-1; el siguiente bateador proporcionó dos runs más. Meusel tuvo la oportunidad de redimirse posteriormente en el partido, pero hizo algunos fuera de campo en las quinta y séptima entradas. En la novena entrada, el primer pitcher del partido Grover Cleveland Alexander retiró a los dos primeros bateadores y propuso a Ruth. Meusel estaba listo para batear cuando Ruth trató de robar la segunda base, y el cácher Bob O'Farrell le arrojó fuera, finalizando ambos el partido y la Serie Mundial; Meusel sólo tuvo un promedio de .238 bateos.
Meusel fue un miembro clave para los Yankees en 1927, que muchos consideran que era uno de los más grandes equipos de béisbol de la historia. Esa temporada Meusel jugó en 135 partidos, realizando .337 bateos con 8 home runs y 103 carreras y finalizó segundo en la liga con 24 bases robadas. El 16 de mayo robó la segunda y tercera bases en un partido. En la Serie Mundial de 1927, Meusel realizó sólo .118 bateos y rompió el récord del mayor número de strikeouts en una serie de 4 partidos con siete. pero los Yankees barrieron a los Pittsburgh Pirates en cuatro partidos. En 1928 Meusel jugó en 131 partidos con .297 bateos, 11 home runs y 111 carreras. Realizó un ciclo por tercera vez el 26 de julio contra los Tigers. Los Yankees alcanzaron la Serie Mundial de 1928 por tercer año consecutivo, jugando contra the Cardinals en un reencuentro desde hacía dos años. En el primer partido de la Serie, Meusel realizó un solo home run en su carrera de la Serie Mundial y los Yankees ganaron el partido y barrieron la Serie con un 4–0.
Antes del comienzo de la temporada de 1930, los Yankees vendieron a Meusel a los Cincinnati Reds, y jugó en 110 partidos, realizando .289 bateos con 10 home runs y 69 carreras. Los Reds lo dejaron ir después de la temporada y se fue a Minneapolis Millers de la Asociación Americana donde jugó la temporada de 1931, realizando .283 bateos. Regresó a la Liga de la Costa del Pacífico en 1932, donde jugó 64 partidos con los Hollywood Stars, realizando .329 bateos con 4 home runs antes de retirarse.

## Retiro
Después de retirarse del béisbol, Meusel trabajó como guarda de seguridad en la base Naval de los Estados Unidos durante 15 años. Asistió a la famosa charla que dio su excompañero de equipo Lou Gehrig el 4 de julio de 1939 llamada "El hombre más afortunado de la faz de la tierra" También apareció en la película de 1942 El Orgullo de los Yankees, al igual que en la película de 1948 La historia de Babe Ruth, interpretándose a sí mismo en ambas ocasiones.
Meusel murió por causas naturales en su casa de Downey, California en 1977 y fue enterrado en Rose Hills Memorial Park en Whittier, California.

## Legado
Meusel recibió el máximo reconocimiento por ser miembro de los equipos "Murderers' Row" de mediados de los años 1920, el cual incluía a Ruth, Gehrig, el segunda base Tony Lazzeri y el centro campista Earle Combs. Comparte el récord de mayor cantidad de ciclos (tres) con John Reilly en 1890 y Babe Herman en 1933. Meusel tenía uno de los brazos más fuertes de la era. En su obituario The New York Times llamó a su brazo lanzador "deadly accurate". El gerente del Salón de la Fama, Casey Stengel, quien jugó desde 1921 a 1923 en Giants, dijo que nunca había visto un lanzador mejor.
Harvey Frommer describió a Meusel como un bebedor y mujeriego que no se llevaba bien con sus compañeros de equipo. Su mánager Miller Huggins lo llamó "indiferente". Era callado y reservado, raramente daba entrevistas a periódicos hasta que su carrera empezó a decaer. También fue conocido por su actitud perezosa, como la de correr hacia las bolas más distantes y muchos dijeron que eso lo mantuvo alejado de la grandeza.
Entre los líderes en strikeouts, sus 24 strikeouts en la Serie Mundial fueron un récord para los lanzadores diestros hasta que los Yankees Hank Bauer y Gil McDougald lo sobrepasaron en la Serie Mundial de 1958.
Meusel fue candidato a la elección para el  Salón de la Fama del Béisbol por su Comité de Veteranos en 1982. En cambio, se seleccionó al ex-comisionado Happy Chandler y a Travis Jackson en su votación.